# Settimio Zimarino
Padre Settimio Zimarino O.F.M. (Casalbordino, 8 gennaio 1885 – Chieti, 7 febbraio 1950) è stato un religioso e compositore italiano.

## Biografia
Al secolo Carmine Antonio Zimarino, Entrò nell'Ordine dei Frati Minori il 17 settembre 1900. Fu ordinato sacerdote il 12 giugno 1908 nel convento di S. Nicola in Sulmona. Frequentò il liceo musicale “Rossini” di Pesaro (ora Conservatorio) con i maestri Zanella e Cicognani, diplomandosi in composizione nel 1916.
Nel 1919 si trasferì a Lanciano, presso il convento di Sant'Antonio, dove svolse le attività di compositore e direttore del coro nella cattedrale Santa Maria del Ponte. In quel periodo Zimarino compose opere sotto lo pseudonimo di Ezio Marino. Inoltre raccolse i canti popolari della tradizione agricola contattando direttamente i contadini: per questo viene considerato tra i promotori della rinascita della canzone abruzzese. Nel 1920 partecipò alla prima Piedigrotta Abruzzese poi rinominata "Maggiolata" a Ortona, che contribuì a istituire insieme a Guido Albanese e Antonio Di Jorio. Presentò nell'occasione canzoni su versi dell'amico Cesare De Titta. Zimarino partecipò ad altre due Maggiolate nel 1925 e nel 1939 con canzoni di De Titta e di Luigi Dommarco; celebri restano le sue Ninne nanne.
Nel 1923 giunse a Chieti, presso il convento del Sacro Cuore. Nella città teatina assunse   l'incarico di organista della cattedrale di San Giustino e per 25 anni insegnò musica nel Pontificio Seminario abruzzese. Tra i vari allievi ebbe don Ottavio De Caesaris, suo successore come maestro di Cappella a Chieti.
Dalla metà degli anni trenta cominciò a comporre Pastorali natalizie. Autore molto prolifico, la sua opera è formata da 749 composizioni. Essa è piuttosto eterogenea e comprende composizioni per Messe, Pensieri musicali, Mottetti, Responsi alle Litanie, Inni Sacri alle Laudi, Sonate per organo, Pastorali, Miserere, Resurrexit, Alleluia.
Il suo capolavoro viene considerato L'Apoteosi del Poverello di Assisi eseguito per la prima volta in versione integrale nel 2002 a Milano nella Chiesa di S. Giovanni Battista alla Creta dal Coro Luigi Gazzotti di Modena. Altre composizioni note sono quelle natalizie: Alla fredda tua capanna, Venite a Betlemme, Venite adoremus, Natale cantiamo.
Il suo stile musicale è improntato ad una profonda semplicità (sia sul piano musicale sia su quello del contenuto) combinata con una ricchezza di suggestione e di atmosfera, per favorire la concentrazione e per far avvicinare il fedele al Divino. L'allievo Padre Donatangelo Lupinetti (1905-2000), scrisse che Zimarino fu rispettoso di quel sentimento dell'Accademia Ceciliaba, scrivendo un repertorio liturgico per l'Abruzzo, caduto però in disuso con le modifiche del Concilio Vaticano II.
Parte dell'Archivio Zimarino si conserva nel Pontificio Seminario regionale Abruzzese Molisano di Chieti, parte presso gli eredi.